# Luis Enrique Monterroso
Luis Enrique Monterroso de León (San Marcos, Guatemala, 15 de julio de 1970) es político, economista y consultor político guatemalteco, miembro de la Asociación Latinoamericana de Consultores, fue Ministro de Salud Pública y Asistencia Social entre 2014 y 2015.
Anteriormente fue coordinador de unidad en la Organización de las Naciones Unidas para la Alimentación y la Agricultura, Presidente del Consejo de Ministros de Salud Centroamericanos (COMISCA) y Secretario de Seguridad Alimentaria y Nutricional de la Presidencia de Guatemala.

## Biografía
Luis Monterroso nació en 1970 en el municipio de San Marcos, se graduó de licenciado en Administración de Empresas. Entre los años 2000 a 2003 fue profesor de economía en la Universidad Francisco Marroquín y en la Universidad Mesoamericana en su sede de Quetzaltenango.
Tuvo una alta incidencia política en temas de seguridad alimentaria nutricional entre los años 2004 a 2015, durante los gobiernos de Óscar Berger, Álvaro Colom  y Otto Pérez Molina, en los cuales se involucró en la elaboración de informes acerca de la desnutrición en Guatemala, incluso en algún momento tuvo roces con el entonces vicepresidente Rafael Espada.

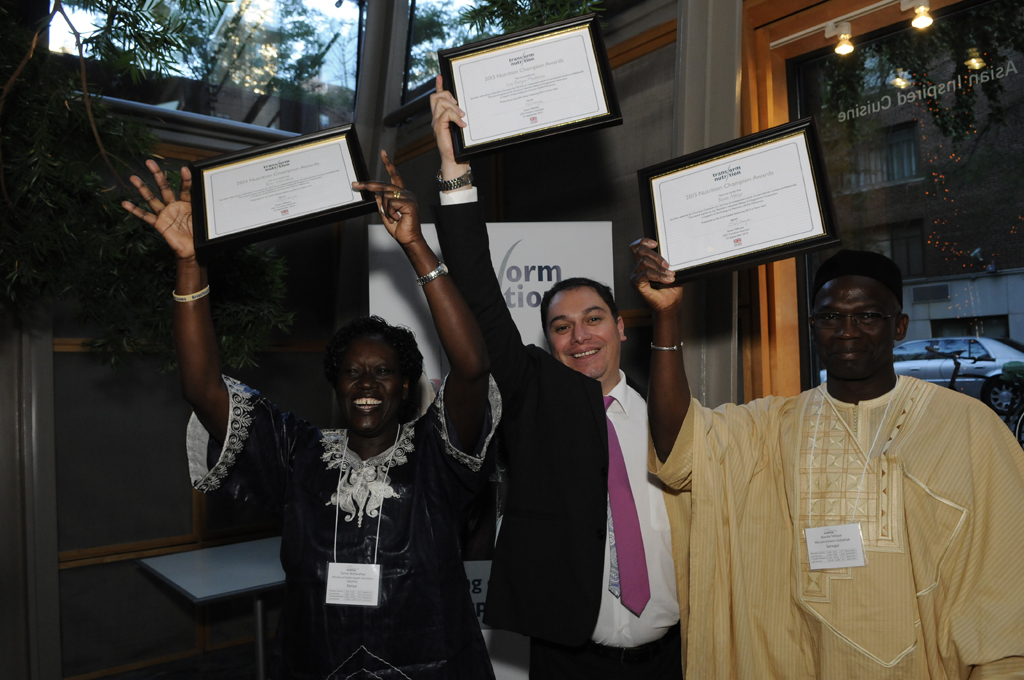
Luis Enrique sosteniendo su premio (2013)

Fue director de Proyectos relacionados con capacitaciones en derecho a la alimentación para la Organización de las Naciones Unidas para la Agricultura y la Alimentación entre los años 2005 a 2008, y también en el año 2004 fue secretario ejecutivo de la Comisión de Seguridad Alimentaria del Congreso de la República. Entre 2008 y 2009 fundó el «Observatorio del Derecho a la Alimentación», proyecto apoyado por la delegación de la Unión Europea en Guatemala, además fue integrante y jefe de base de la ONG Acción Internacional contra el Hambre en el año 2010. En el año 2011 fue nombrado como coordinador de la unidad de Derecho a la Alimentación, en la Procuraduría de los Derechos Humanos.

## Política
El 16 de enero de 2012 fue nombrado como Secretario de Seguridad Alimentaria y Nutricional de la Presidencia de Guatemala luego de haber impulsado la Ley de Seguridad Alimentaria y Nutricional de Guatemala. Y por haber sido uno de los miembros fundadores del Observatorio del Derecho a la Alimentación de la Procuraduría de los Derechos Humanos y director de Proyectos de Alimentación de la FAO en Guatemala. 
El 24 de septiembre de 2014 fue nombrado por Otto Pérez Molina como Ministro de Salud Pública y Asistencia Social luego de que Jorge Villavicencio, fuera destituido. Fue nombrado como ministro de salud a pesar de que no es médico, en su momento Pérez Molina expresó que él necesitaba a un buen administrador en el ministerio para asegurar que no hubiera desabastecimiento en los hospitales y que lograra ordenar las funciones de dicha cartera de gobierno. Durante su desempeño como ministro estuvo envuelto en algunas polémicas, entre estas una solicitud de retiro de inmunidad promovida por el partido opositor Libertad Democrática Renovada, luego de una denuncia que presentaron al Ministerio Público por desabastecimiento de hospitales y despidos masivos «injustificados». Renunció a su cargo de ministro el 25 de agosto de 2015 en el marco de las Manifestaciones en Guatemala de 2015. 
Fue Presidente del Consejo de Ministros de Salud Centroamericanos (COMISCA) del 2014 al 2015  participó en la VII Reunión del Consejo de Ministros del Sistema Mesoamericano de Salud Pública (SMSP) en la Antigua, Guatemala.
Durante el gobierno de Pérez Molina se vio involucrado directamente con el Partido Patriota, entonces partido de gobierno; esto se confirmó en 2014 cuando se lanzó la precandidatura presidencial de Alejandro Sinibaldi, en ese momento indicó que estaba adhiriéndose al proyecto porque consideraba que sus líderes se habían esforzado mucho para lograr lo que tenían en ese momento.

## Consultor Político
En el año 2016 funda Luminis, que es una agencia de consultoría política y desde entonces se ha dedicado a la consultoría que le ha permitido ganar múltiples premios otorgados por la Asociación Latinoamericana de Consultores.

## Premios
- En 2012 se le reconoció con el «Peso de Plata de la Confederación», otorgado por el Secretario del Sistema de la Integración Centroamericana (SICA) en San Salvador.
- Fue ganador del reconocimiento «Campeón mundial de la Nutrición»,[12] promovido por el Movimiento global Scaling Up Nutrition en coordinación con las Naciones Unidas y la fundación Bill y Melinda Gates (New York ,2013).
- Obtuvo una Medalla al mérito, otorgada por la Alianza Nacional contra el Hambre (Honduras 2004).
- Ganador en el año 2019 y 2020 de los premios como «Mejor campaña de contraste» «Mejor campaña digital de Latinoamérica» y «Premio a la innovación política por la implementación del mapa de arquetipos en campañas digitales».[13][10]
- En los años 2020 y 2021 fue considerado como profesor destacado en la escuela de consultores CANVAS.
- En el 2022 ganó los premios en la categoría de Investigación de Campaña Electoral[14] y Tecnología aplicada en campaña electoral.[11]